# Сімон Нільсен
Сімон Нільсен (дан. Simon Nielsen; нар. 27 жовтня 1986, Гернінг) — данський хокеїст, воротар. В минулому гравець збірної команди Данії. Згодом хокейний тренер.

## Ігрова кар'єра
Професійну хокейну кар'єру розпочав 2003 року виступами за «Гернінг Блю-Фокс» у складі якого став двічі чемпіоном Данії.
Влітку 2006 року перейшов до «Редовре Майті Буллз» за який відіграв два сезони. Першу частину сезону 2008–09 Нільсен відіграв за американський клуб «Амарилло Горіллас», а завершив у складі рідної команди «Гернінг Блю-Фокс». Згодом по сезону захищав кольори команд СаПКо та «Ольборг Пайретс».
З 2011 по 2014 роки виступав за фінські команди «Лукко», «Гоккі», «Лемпяалян Кіса» та ТуТо. Сезон 2014–15 Сімон провів у складі двох клубів німецького «Кассель Хаскіс» та норвезького «Леренскуг». Завершив свою ігрову кар'єру виступами за клуб Метал Ліген «Гернінг Блю-Фокс».

## На рівні збірних
Нільсен неодноразово виступав у складі національної збірної Данії на чемпіонатах світу.

## Тренерська кар'єра
Після завершення кар'єри перейшов на роботу тренера воротарів клубу. Згодом увійшов до штабу збірної Данії.

## Нагороди та досягнення
- Чемпіон Данії в складі «Гернінг Блю-Фокс» — 2003, 2005.
- Володар Кубка Данії в складі «Редовре Майті Буллз» — 2008.

## Родина
Його рідний брат Франс Нільсен також в минулому хокеїст.